# Abbazia di Saint-Wandrille de Fontenelle
L'abbazia di Saint-Wandrille de Fontenelle sorge in Normandia presso il villaggio di Saint-Wandrille-Rançon. Il fondatore fu san Vandregisilo (in francese saint Wandrille), che la costruì su una terra ottenuta per intercessione dell'amico Audoeno di Rouen, arcivescovo di Rouen.

## Le vicende del fondatore
Vandregisilo aveva goduto di una buona posizione presso la corte di Dagoberto I, ma volendo vivere una vita di devozione si era ritirato in un monastero a Montfaucon-d'Argonne, nella regione della Champagne, nel 629. Più tardi Vandregisilo si diresse all'abbazia di San Colombano e poi presso il monastero di Romainmôtier, dove rimase per circa dieci anni. Nel 648 tornò infine in Normandia dove costruì l'abbazia di Fontenelle. La data di donazione della terra dovrebbe risalire al 1º marzo 649.

## Le molte nascite e le molte morti
La prima costruzione, in Architettura carolingia venne dedicata a San Pietro e venne consacrata da Audoeno nel 657, questa prima struttura venne distrutta da un incendio nel 756 e ricostruita con l'aggiunta di un nartece e di una torre. Se nei primi tempi il monastero si rivelò prolifico di prelati di alto profilo, dal 740 in poi una successione di abati commendatari portò l'abbazia verso il declino. Perché Fontenelle ritornasse ai fasti dell'inizio occorse aspettare Ansegiso di Fontenelle che, nell'823, avviò la stessa opera riformatrice che aveva già messo in pratica all'abbazia di Luxeuil.
La sua ricchezza fece diventare il luogo un buon obiettivo per le scorribande dei Vichinghi, che il 9 gennaio 852 bruciarono la chiesa costringendo i monaci a scappare insieme alle reliquie di Vandregisilio. Il secolo seguente vide i monaci peregrinare da una località all'altra: Chartres, Boulogne, Saint-Omer e Gand, e solo nel 966 poterono tornare alla loro casa-madre insieme all'abate Maynard, che iniziò a ricostruire il monastero. Anche la nuova struttura tuttavia ebbe vita breve, infatti nel 1012 venne distrutta da un incendio, riconsacrata nel 1033, fu divorata di nuovo dalle fiamme nel 1250 e, a causa della mancanza di fondi, fu finita solo nel 1331.

## I suoi abitanti
I monaci di Fontenelle godettero a lungo di grande fama per il loro fervore religioso e per la loro istruzione, erano anche numerosi tanto che nel periodo di massimo splendore arrivarono a superare i 300. La biblioteca e la scuola erano piuttosto rinomate e vi si studiava la letteratura, la scienza e l'arte della calligrafia.
Il copista Harduin (morto nell'811), copiò un Vangelo, una delle Lettere di Paolo, un salterio e tre messali, oltre che a numerose biografie di santi ed opere matematiche. Il "capitolare del re dei Franchi" venne scritto nell'VIII secolo sotto l'abate Ansegisus. I monaci misero insieme anche diversi privilegi, come l'esenzione dal pedaggio fluviale, che era in vigore nella Senna, o la possibilità di riscuotere le tasse dalla vicina città di Caudebec, privilegi che si trovavano ancora in vigore nel 1420 sotto Enrico V d'Inghilterra e nel 1436 dopo il concilio di Basilea, Ferrara e Firenze.
La figura dell'abate commendatario venne in uso nel corso del XV secolo ed ebbe come risultato il declino dell'abbazia, nel 1631 la torre centrale cadde improvvisamente, senza tuttavia danneggiare il chiostro o gli edifici adiacenti. In quegli anni si stava diffondendo la Congregazione di San Mauro e l'ultimo commendatario, Ferdinand de Neufville, li pregò di prendere sotto il loro controllo il monastero, sentendosi inadeguato al compito. I congregazionisti accettarono e nel 1636 iniziarono la riparazione delle mura danneggiate, costruirono anche nuove ali ed una sala del capitolo per accogliere il capitolo generale della congregazione mauriziana.

## La morte e la seconda rinascita
Quando arrivò la Rivoluzione francese Fontenelle, come molte altre abbazie, fu soppressa e venduta all'asta nel 1792. Parte della chiesa venne demolita, gli edifici restanti vennero destinati in parte alla manifattura ed in parte per l'uso domestico della famiglia proprietaria.
Nel 1896 George Stanislaus, III duca de Stacpoole, prelato di alto profilo e membro della famiglia che aveva acquistato Fontenelle, morì dopo avervi passato tutta la vita e nel testamento donò il vecchio monastero ai benedettini ed in particolare a un gruppo di frati provenienti dall'Abbazia di Ligugè, che erano sotto la guida di Joseph Pothier. Pothier, uno studioso che aveva riformato il Canto gregoriano divenne il nuovo abate dell'abbazia, chiamata ora di San Vandregisilio, il 24 luglio 1898, il primo dall'avvio della Rivoluzione ed il primo regolare dopo circa tre secoli.
Molti degli edifici originali o più antichi sono spariti, perché crollati o perché rimpiazzati da altre costruzioni, fa eccezione la cappella di San Saturnino, che è stata ristrutturata più e più volte nel corso dei secoli e la cui struttura è ancora abbastanza simile a quella che le diede San Vandregisilio.
Molti degli edifici vennero danneggiati dai bombardamenti del 1944 ed una nuova chiesa venne consacrata nel 1970.

## Abati e piori dell'abbazia

### Abati
- san Vandregisilo, (649 – 668)
- san Lamberto, 668-678
- sant'Ansberto, (678 – 690)
- san Hildebert I, (694 – 701)
- san Baino, (701 – 710)
- san Bénigne, (710 – 716)
- san Wandon, (716 – 719)
- sant'Ugo (719 - 723)
- san Landon, (732 – 735)
- Teutsind, (735 – 741) (abate di Fontenelle e di San Martino di Tours),
- Wido, (742 – 744) (abate laico ed abate di San-Vaast)
- Rainfroy, (744 – 748)
- beato Austrulfo, (748 – 753) (deceduto)
- Witlaïc, (753 – 787)
- san Gerboldo, (787 – 806) (già vescovo di Evreux)
- Trasaire, (806 – 817)
- Hildebert II, (817 – 818)
- Eginardo, (818 – 823)
- sant'Ansegiso, (823 – 833)
- Joseph I, (833 – 834),
- san Foulques, (834 – 841)
- Hérimbert, (841 – 850)
- Luigi (850 – 867) (deceduto) (parente di Carlo il Calvo e arcicancelliere di Francia)
  - In manu regis, (867 – 886)
- Ebles, (886 – 892)
- Womar, (950 – 960)
- Maynard, (960 – 966) (lasciò Fontanelle per divenire il 1º abate di abbazia di Mont-Saint-Michel),
- ? (966 - v. 980)
- Ensulbert ou Enjoubert, (v. 980 – 993) (deceduto)
- ? (993 - 1006)
- san Gérard, (1006 – 1029)
- san Gradulphe, (1029 – 1048)
- Roberto I, (1048 – 1063)
- san Gerbert, (1063 – 1089)
- Lanfranco, (1089 – 1091) (nipote di Lanfranco di Canterbury),
- Gérard II (1091 – 1125)
- Alain (1125 – 1137)
- san Gautier (1137 – 1150)
- Roger (1150 – 1165)
- Anfroy (1165 – 1178)
- Gautier II (1178 – 1187)
- Goffredo I (1187 – 1193)
- Roberto II (1193 – 1194)

- Reginaldo (1194 – 1207)
- Roberto III de Montivilliers (1207 – 1219)
- Guillaume I de Bray (1219 – 1235)
- Guillaume de Suille, eletto nel 1235
- Roberto IV d'Hautonne, (1235 – 1244)
- Pierre Mauviel (1244 – 1254)
- Goffredo II di Nointot, (1254 – 1288)
- Guillaume II de Norville (1288 – 1304)
- Guillaume III de La Douillé (1304 – 1342)
- Giovanni I di San-Léger (1342 – 1344)
- Riccardo di Chantemerle (1344 – 1345)
- Roberto V Balbet, (1345 – 1362)
- Goffredo III Savary (1362 – 1367)
- Goffredo IV di Hotot (1367 – 1389)
- Giovanni II di Rochois (1389 – 1412)
  - Guillaume de Hotot eletto nel 1410
- Giovanni III di Bouquetot (1412 – 1418)
  - Jean Langret (1418 – 1419) (beneficiario)
- Guillaume IV Ferrechat, (1419 – 1430)
  - Nicolas Lovier, 1419 (beneficiario)
- Giovanni IV di Borbone (1431 – 1444)
- Jean de Brametot 1444-1483
- André d'Espinay (1483 – 1500) (abate commendatario, arcivescovo di Bordeaux e cardinale)
  - Urbano Fieschi (1483 – 1485) (nominato dal Papa),
  - Giovanni VI Mallet eletto nel 1500 ma non confermato
- Filippo di Clèves (1502 – 1505) (abate commendatario)
- Jacques Hommet (1505 – 1523) (ultimo abate regolare),
  - Clermont-Lodève, nominato dal Papa, respinto
- Claude de Poitiers (1523 – 1546) (abate commendatario)
- Michel Bayard (1546 – 1565)
  - Gilles Duret (1565 – 1567) (amministratore pro tempore)
- Pierre II Gourreau (1567 – 1569)
- Carlo di Borbone-Vendôme (1569 – 1578) (cardinale)
- Gilles de Vaugirault (1578 – 1585)
- Nicolas de Neufville (1585 – 1616)
- Camille de Neufville (1616 – 1622)
- Ferdinand de Neufville (1622 – 1690)
- Balthazar-Henri de Fourcy (1690 – 1754)
  - Messa in economato dell'abbazia (1754 – 1755)
- Frédéric-Jérôme de La Rochefoucauld (1755 – 1757) (arcivescovo di Bourges e cardinale)
- Louis Sextius Jarente de La Bruyère (1757 – 1785)
- Étienne-Charles de Loménie de Brienne (1785 – 1790) (arcivescovo e cardinale)

Abolizione delle abbazie da parte della Rivoluzione francese (1792)
Restaurazione del 1894
Con la restaurazione della vita religiosa nel 1894, Jean Martial Besse e François Chamard sono nominati superiori, poi Joseph Bourigaud, abate di Ligugé, è nominato amministratore apostolico nel 1895, fino alla nomina d'un abate nel 1898.
- dom Joseph Pothier (1898 – 1923), (primo abate regolare di Saint-Wandrille dopo Jacques Hommet, del XVI secolo e primo dalla soppressione dell'abbazia da parte della Rivoluzione francese, priore di Saint-Wandrille (1895), poi abate mitrato)
- dom Jean-Louis Pierdait (1923 – 1941) (abate mitrato)
- dom Gabriel Gonthard (1943 – 1962 (abate mitrato)
- dom Ignace Dalle (1962 – 1969) (abate mitrato)
- dom Antoine Levasseur (1969 – 1996)
- dom Pierre III Massein (1996 – 2009)
- dom Jean-Charles Nault (2009 - )

### Priori
- Guillaume Girard 1636 (priore di Jumièges e amministratore di Saint-Wandrille)
- Paul de Riveri (1636 – 1637)
- Charles Fuscien de Lattre (1637 – 1639)
- Hervé Philibert Cotelle (1639 – 1645)
- Jacques Aicadre Picard (1645 – 1651)
- Guillaume Benoît Bonté (1651 – 1652)
- Jean Timothée Bourgeois (1652 – 1656)
- Jean Bernard Hamelin (1656 – 1660).
- Martin Bruno Valles (1660 – 1663)
- Jean Matthieu Jouault (1663 – 1666)
- Vincent Humery (1666 – 1669)
- René Anselme des Rousseaux (1669 – 1670)
- Pierre Laurent Hunault (1670 – 1674)
- Pierre Boniface Le Tan (1674 – 1675)
- Claude Carrel (1675 – 1678)
- Marc Rivard (1678 – 1684)
- Pierre Noblet (1684)
- Gabriel Dudan (1684 – 1687)
- Guillaume Hue (1687 – 1693)
- Robert Deslandes (1693)
- Nicolas Sacquespée (1693 – 1696)
- Gabriel Pouget (169 – 1699)

- Claude Hémin (1699 – 1705)
- Jean-Baptiste Jouault (1705)
- Jacques Joseph Le Paulmier (1705 – 1711)
- Pierre Chevillart (1711 – 1714)
- Martin Filland (1714 – 1717)
- Louis Clouet (1717 – 1723)
- François L'héritier (1723 – 1729)
- Jean Foulques (1729 – 1733)
- Louis Barbe (1733 – 173)
- Pierre Eudes (1739 – 1740)
- Louis Barbe (1740 – 1745) (per la seconda volta)
- Jean Lefebvre (1745 – 1748)
- Jacques Martin Le Sec (1748 – 1752)
- Jean-Baptiste Duval (1752 – 1757)
- François René Desmares (1757 – 1761)
- Nicolas Faverotte (1761 – 1768)
- Louis Valincourt (1768 – 1769)
- Noël Nicolas Bourdon (1769 – 1775)
- Louis Valincourt (1775 – 1778) (per la seconda volta)
- Philippe Nicolas Dupont (1778 – 1781)
- Jean François Daspres (1781 – 1783)
- Alexandre-Jean Ruault (1783 – 1790)

## Citazioni letterarie
Nel suo noto romanzo, raccolta di racconti, in edizione integrale, "Le avventure di Arsenio Lupin", lo scrittore francese Maurice Leblanc cita l'abbazia di Saint-Wandrille de Fontenelle, nell'introduzione al capitolo 2: "Non vi è turista degno di questo nome che non conosca le rive della Senna e che non sia passato dalle rovine di Saint-Wandrille".Leblanc cita l'abbazia anche nel racconto "Voici des ailes!", del 1898, al capitolo 2.